# Velkopopovický Kozel
Velkopopovický Kozel je značka českého piva, které se vyrábí v pivovaru ve Velkých Popovicích a Nošovicích. Je držitelem ochranné známky České pivo. Také ho však licenčně vyrábí mimo ČR.
Kozel je nejprodávanější českou značkou piva ve světě. Prodává se ve třiceti zemích světa.
V Jižní Koreji se mimo piva Kozel prodává i zmrzlina Kozel se skořicově pivní příchutí.[zdroj?]

## Historie

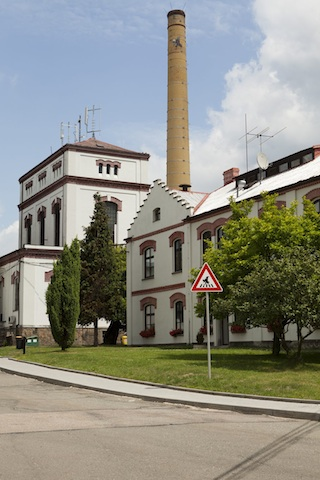
Pivovar

Historické zmínky o pivovaru ve městě sahají až do 14. století. Velkopopovický pivovar v podobě, jak ho známe dnes, má ale počátky až v 19. století. V roce 1870 koupil pozemky ve Velkých Popovicích František Ringhoffer, bohatý průmyslový magnát, starosta Smíchova a jeden z nejúspěšnějších podnikatelů československé historie. Pivovar byl dostavěn roku 1874, kdy byla uvařena první várka piva. Pivovar díky svému majiteli zavedl nové technologie a dal tak vzniknout jeho moderní historii. Na přelomu století prošel pivovar velkou rekonstrukcí a jeho výrobní kapacita se navýšila na 90 000 hektolitrů ročně z původních 18 000 v jeho začátcích.
První světovou válku přečkal pivovar v omezeném režimu a bez výraznějších inovací. Ty opět přišly v období mezi válkami. Kozel byl tehdy slavný pro svoje tmavé 14° pivo označované jako bock (německy kozel). Druhá světová válka znamenala omezení výroby piva, stejně jako pro řadu tehdejších pivovarů.
Po skončení války byl pivovar znárodněn a potýkal se s nedostatkem dělníků. V roce 1951 proto vedení podniku tento problém vyřešilo historicky prvním zaměstnáním žen v pivovaru. Poměr žen a mužů se téměř vyrovnal roku 1962, například stáčírna byla už v té době výhradně v ženských rukou.
V roce 1965 začal Kozel jako první na světě rozvážet pivo v tankových nákladních vozech a dal tak vzniknout tradici tankových pivnic.
V roce 1991 získal pivovar opět nezávislost a v roce 1992 se stal akciovou společností. V roce 2002 Kozla odkoupil pivovar Plzeňský Prazdroj.
V roce 2012 byla v rámci virální reklamy v Rusku vypuštěná plechovka Kozla až do vesmíru, na zem se spustil padákem a vše bylo přenášeno on-line kamerou. V Rusku je to nejprodávanější české pivo.
V roce 2018 byla ukončená výroba Kozla Premium (12°), který nebyl příliš úspěšný a postupně se přešlo na novou recepturu, nová dvanáctka dostala název Kozel Mistrův ležák.
V roce 2020 byla vytvořena nová receptura pro Kozel 11 a Kozel 12.

## Druhy piva Kozel
- Kozel 10 se vyznačuje hladkou chutí a podílem alkoholu 4,2 %. Je vhodný pro přípravu pokrmů z vepřového masa či guláše.
- Kozel 11 je světlý 11° ležák s podílem alkoholu 4,6 %. Vyznačuje se plnější chutí. Díky vypilované chuti 3 druhů sladu spojené s jemnou hořkostí chmele získal Kozel 11 několik ocenění v různých soutěžích.
- Kozel Mistrův ležák je typický světlý 12° ležák s podílem alkoholu 4,8 %.
- Kozel Černý je tmavé pivo s obsahem alkoholu 3,8 %, které se vyrábí podle původní receptury ze speciální směsi tmavých sladů, čisté vody z vlastní studny v okolí pivovaru a výběru kvalitního chmele. Karamelizovaný slad dodává pivu rubínovou barvou a sladkou chuť. Má neobvykle tmavou pěnu.
- Kozel Řezaný mix světlého a černého ležáku v poměru 1:1 s podílem alkoholu 4,7 %.
- Kozel Nealko polotmavé nealkoholické pivo s nízkým obsahem alkoholu 0,5 %.

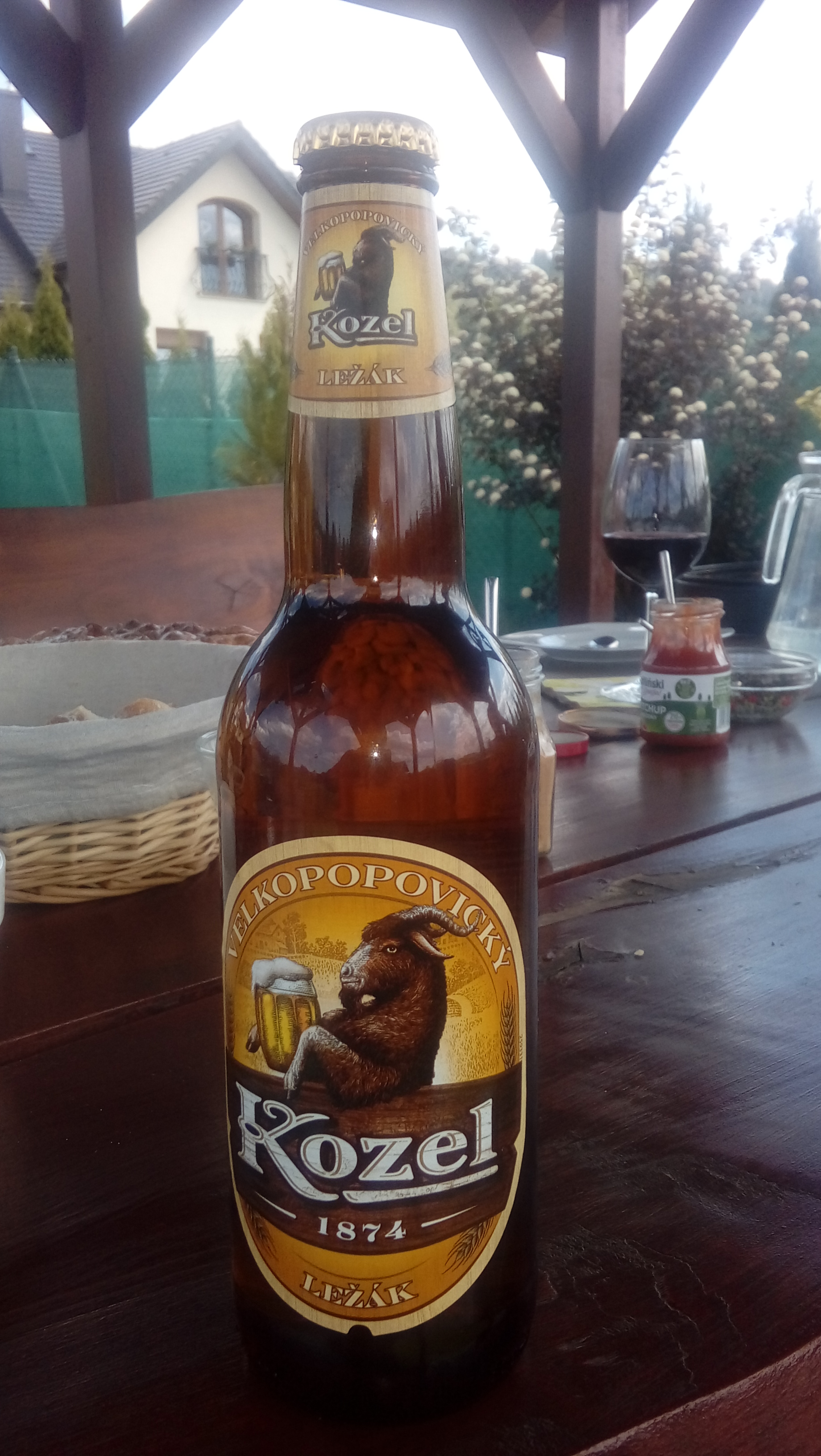
Kozel Světlý
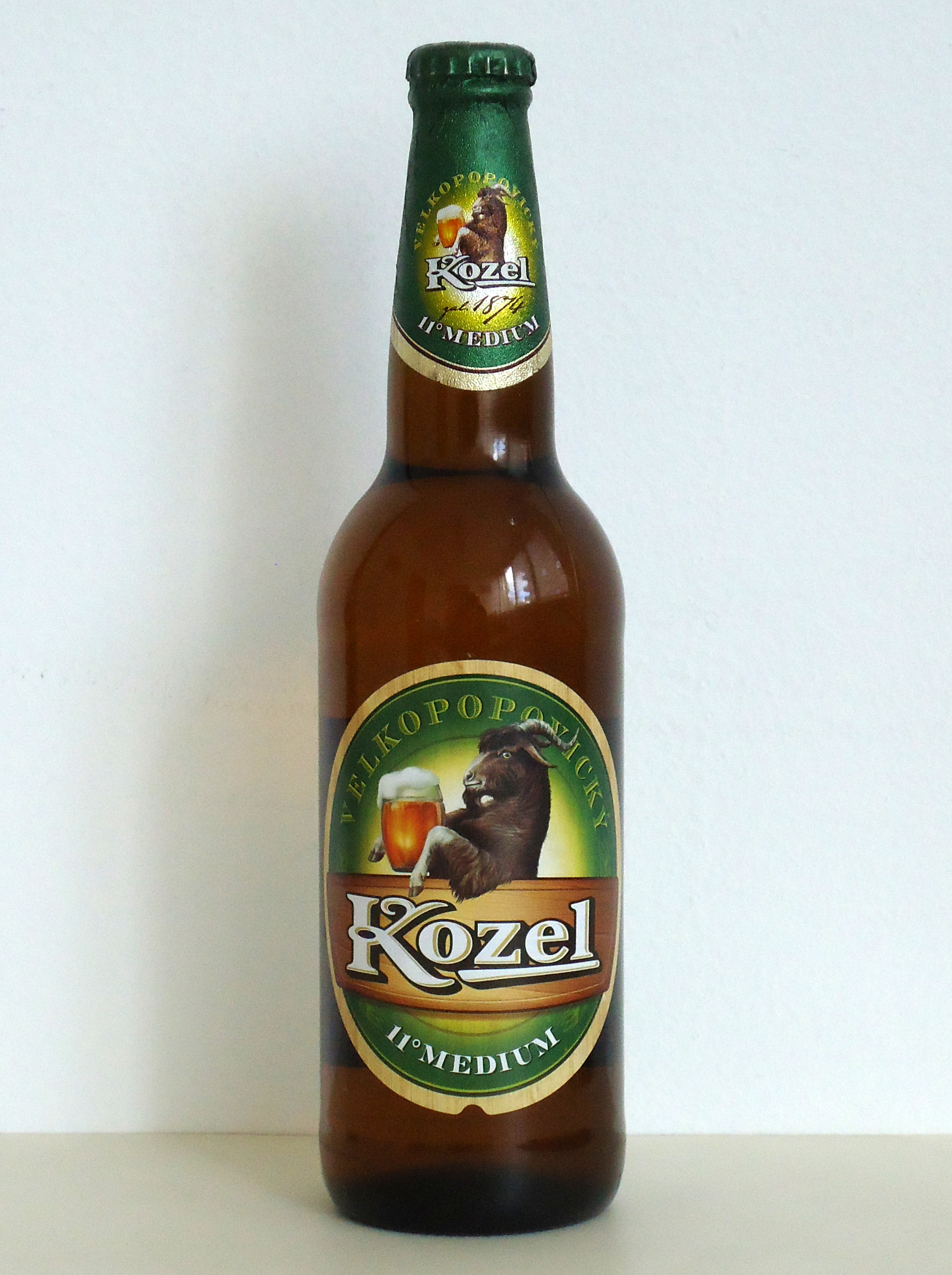
Kozel 11
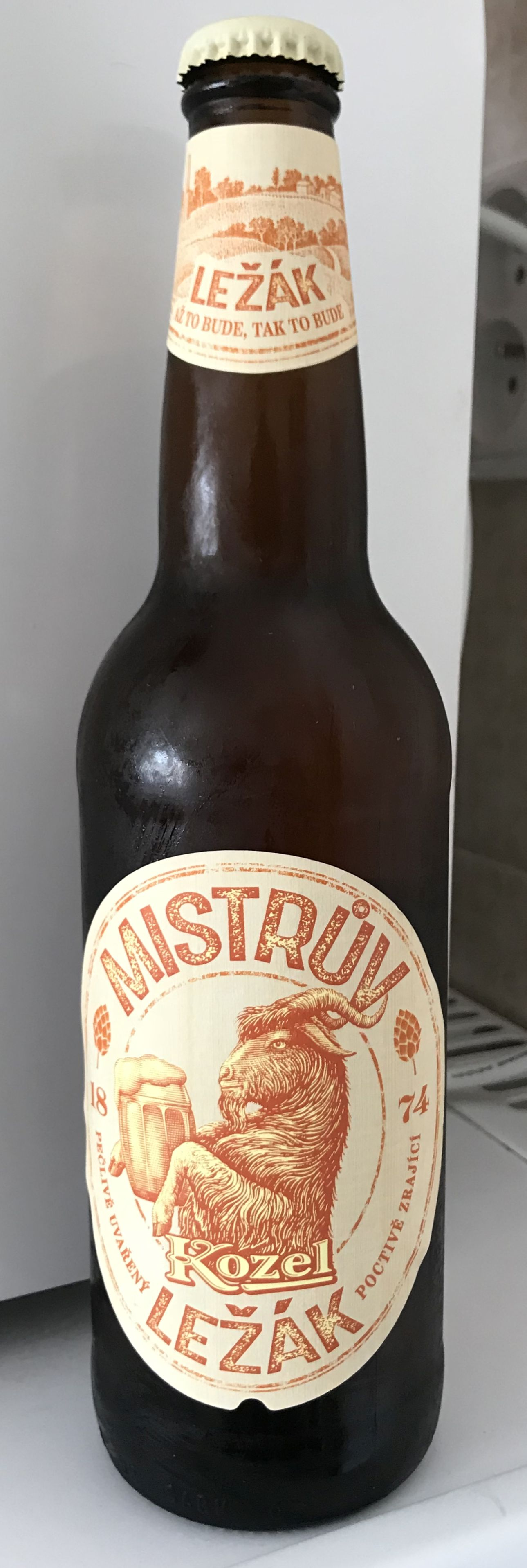
Kozel Mistrův ležák
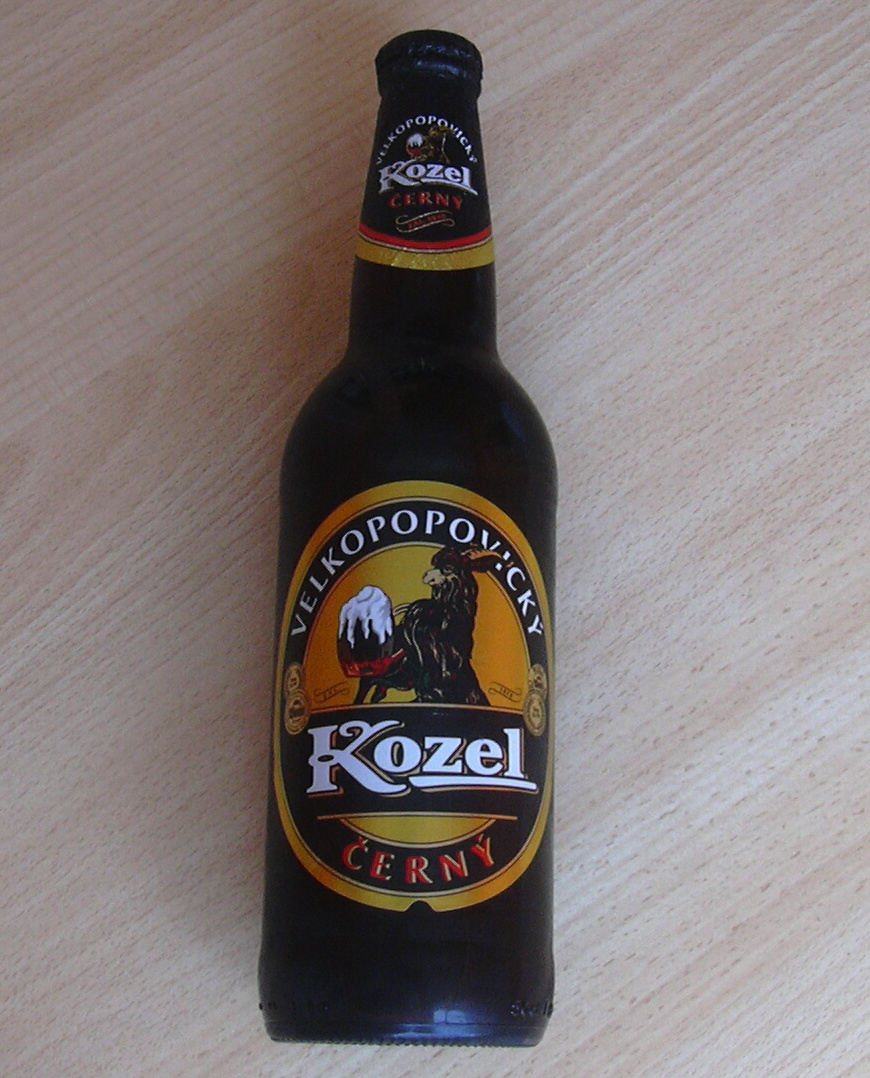
Kozel Černý
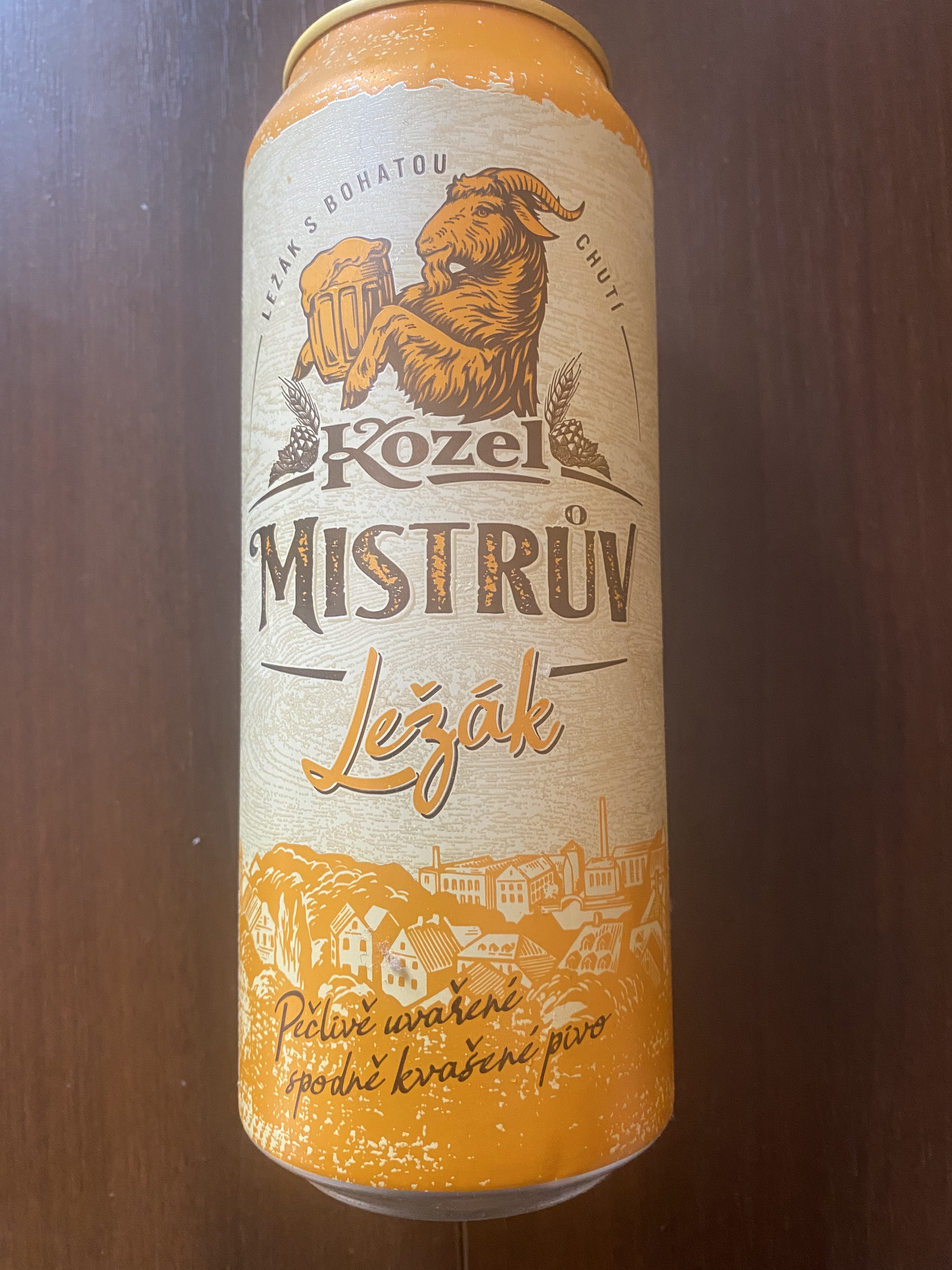
Kozel Mistrův Ležák plech, 2022 rok

## Maskot

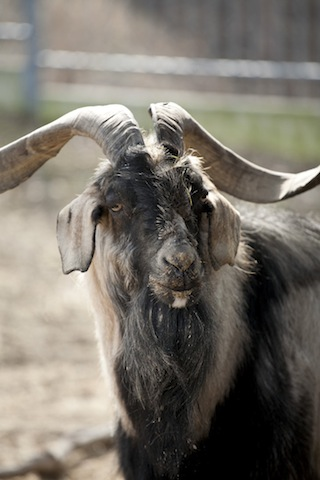
Kozel Olda, maskot pivovaru

Kozel v názvu a emblému pivovaru má své počátky v době po 1. světové válce. Tehdy byla v pivovarnictví velká konkurence a zakladatel pivovaru Emanuel Ringhoffer si uvědomil, že je potřeba se odlišit, aby dokázal pivovar na trhu obstát. Začal proto ve Velkopopovickém pivovaru vařit podle místní tradice silné, tmavé pivo, kterému se tenkrát pro podobnost s německým pivem Bock mezi místními říkalo Kozel.
V té době procházel Velkými Popovicemi potulný francouzský malíř, kterého natolik dojala pohostinnost místních lidí, že se rozhodl jim z vděku vytvořit emblém pivovaru. Malíř se nechal inspirovat postavou Kozla a vtiskl jeho podobu do emblému. Od té doby se každému velkopopovickému pivu říká Kozel a zvířecí maskot je vyobrazen na jeho etiketách. Patří tak mezi nejstarší a nejznámější symboly českých výrobků. Byl registrován jako obchodní značka už v březnu 1922.
Ve třicátých letech se majitelé snažili postavení pivovaru ještě více upevnit a dodat mu na atraktivitě, proto přivedli do pivovaru živého kozla z Užhorodu. Kozel jako živý maskot je v pivovaru dodnes. Kozlové v Popovicích jsou tradičně pojmenováni “Olda” po prvním popovickém sládkovi Oldovi. Toto jméno se mezi kozly dědí již přes 40 let.

## Ocenění
2012

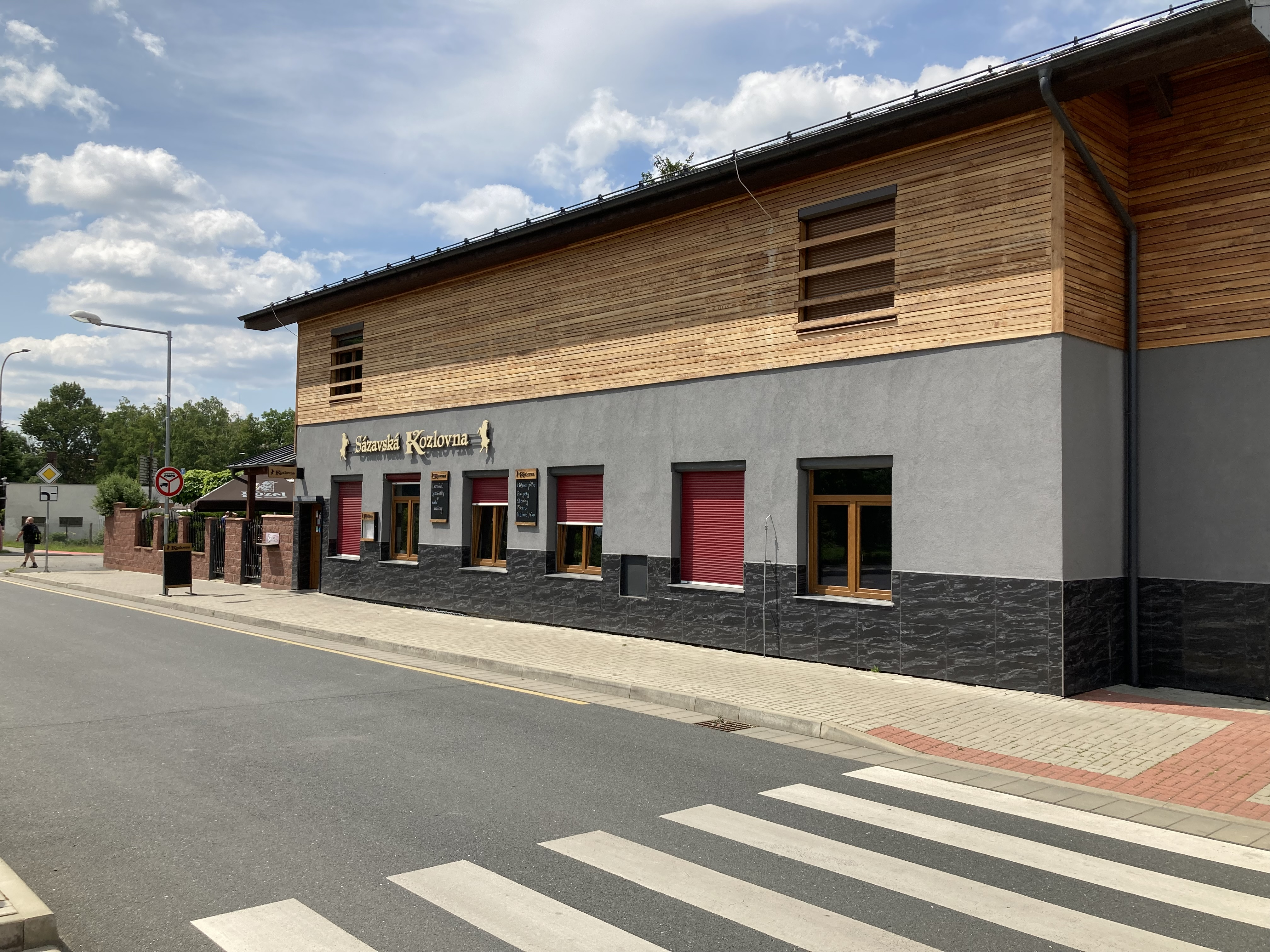
Pivu je "zasvěcena" i síť restaurací "Kozlovna". Tato konkrétně se nachází v Sázavě.

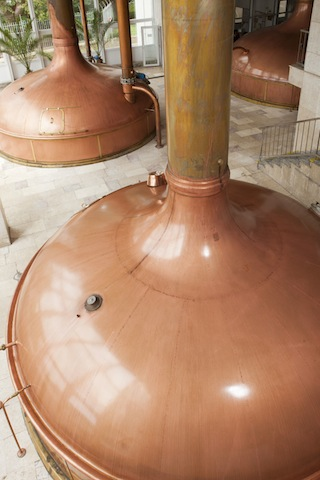
Pivovar

- 1. místo Velkopopovický Kozel 11° (kategorie jedenáctistupňová piva) – České pivo roku, ČR[11]

2011
- 2. místo Velkopopovický Kozel Medium (kategorie světlý ležák) – Zlatý pohár PIVEX, ČR
- 1. místo Velkopopovický Kozel Medium (nejlepší "jedenáctka" v kategorii ležáků) – Zlatý pohár PIVEX, ČR
- 2. místo Velkopopovický Kozel Medium – Australian Beer Awards, Austrálie

2010
- 3. místo Velkopopovický Kozel Premium – World Beer Cup, USA
- 2. místo Velkopopovický Kozel Medium – Australian Beer Awards, Austrálie
- 2. místo Velkopopovický Kozel Premium – Australian Beer Awards, Austrálie
- 2. místo Velkopopovický Kozel výčepní tmavý – Australian Beer Awards, Austrálie
- 1. místo Velkopopovický Kozel Premium – České pivo roku, ČR
- 2. místo Velkopopovický Kozel Medium – České pivo roku, ČR

2009
- Certifikát kvality Velkopopovický Kozel Medium – Zlatý pohár PIVEX, ČR
- 1. místo Velkopopovický Kozel výčepní světlý – Zlatý pohár PIVEX, ČR
- 1. místo Velkopopovický Kozel Premium – České pivo roku, ČR
- 3. místo Velkopopovický Kozel výčepní světlý – České pivo roku, ČR

2008
- Certifikát kvality pro Velkopopovický Kozel výčepní světlý, Medium, Premium – Zlatý pohár PIVEX, ČR
- 1. místo Velkopopovický Kozel Medium – České pivo roku, ČR
- 2. místo Velkopopovický Kozel Premium – České pivo roku, ČR

2007
- 3. místo Velkopopovický Kozel výčepní tmavý – Australian Beer Awards, Austrálie
- 3. místo Velkopopovický Kozel Premium – Australian Beer Awards, Austrálie

2006
- 2. místo Velkopopovický Kozel výčepní světlý – Zlatý pohár PIVEX, ČR
- 1. místo Velkopopovický Kozel Premium – Monde Selection, Belgie
- 2. místo Velkopopovický Kozel výčepní světlý – Monde Selection, Belgie
- 2. místo Velkopopovický Kozel výčepní tmavý – Monde Selection, Belgie

2005
- 2. místo Velkopopovický Kozel výčepní světlý – Zlatý pohár PIVEX, ČR
- Certifikát kvality Velkopopovický Kozel Premium – Zlatý pohár PIVEX, ČR

2004
- 1. místo Velkopopovický Kozel Premium – World Beer Cup, USA
- 2. místo Velkopopovický Kozel výčepní světlý – World Beer Cup, USA
- 1. místo Velkopopovický Kozel výčepní tmavý – Australina Beer Awards, Austrálie

2003
- Zlatý certifikát za dlouhodobou a vyrovnanou kvalitu piva Velkopopovický Kozel výčepní světlý – Zlatý pohár PIVEX, ČR

2002
- 2. místo Velkopopovický Kozel Premium – České pivo roku, ČR

2001
- 1. místo Velkopopovický Kozel Premium – Pivní festival, Helsinky Finsko

1997-1998, 2000–2005
- Tmavé pivo roku – Hlasování čtenářů časopisu Pivní kurýr, ČR

1995-1997, 1999
- 1. místo Velkopopovický Kozel Premium – Pivní mistrovství světa, Chicago USA